# Esarcato apostolico di Germania e Scandinavia
L'esarcato apostolico di Germania e Scandinavia (in latino Exarchatus Apostolicus Germaniae et Scandiae) è una sede della Chiesa greco-cattolica ucraina immediatamente soggetta alla Santa Sede. Nel 2021 contava 77.000 battezzati. È retto dal vescovo Bohdan Dzjurach, C.SS.R.

## Territorio

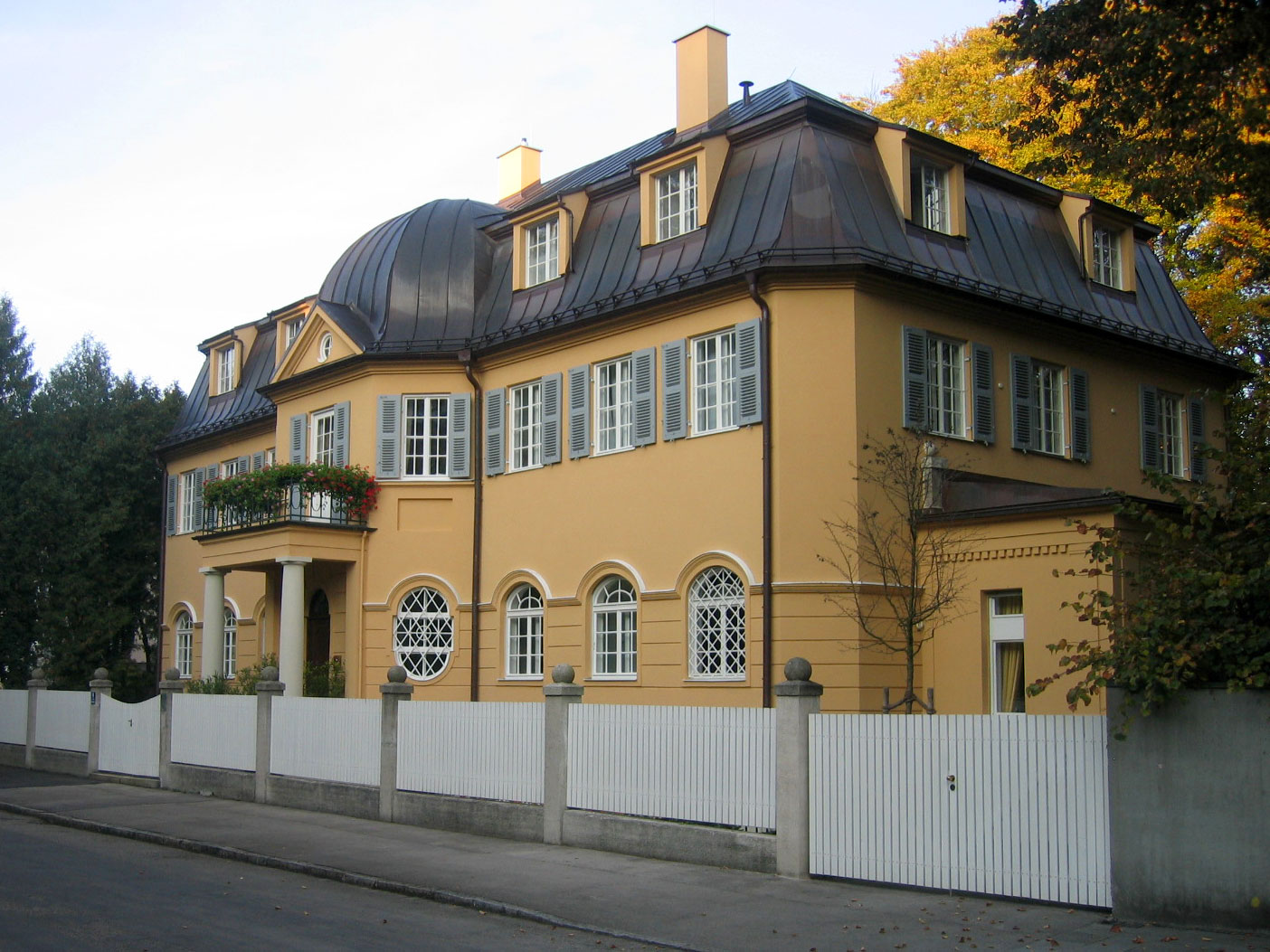
La sede degli esarchi a Monaco di Baviera.

L'esarcato apostolico si estende a tutti i fedeli della Chiesa greco-cattolica ucraina in Germania, Danimarca, Svezia, Norvegia e Finlandia.
Sede dell'esarca è la città di Monaco di Baviera, dove si trova la cattedrale della Beata Vergine Maria e di Sant'Andrea apostolo.
Il territorio è suddiviso in 65 parrocchie.

## Storia
L'esarcato apostolico di Germania è stato eretto il 17 aprile 1959 con la bolla Cum ob immane di papa Giovanni XXIII.
Nel 1984 la sua giurisdizione è stata estesa anche ai Paesi Scandinavi.
Nel settembre 2023 il Santo Sinodo della Chiesa greco-cattolica ucraina ha deciso l'elevazione dell'esarcato apostolico in eparchia, e ha sottoposto questa decisione alla Santa Sede per l'approvazione definitiva.

## Cronotassi degli esarchi
Si omettono i periodi di sede vacante non superiori ai 2 anni o non storicamente accertati.
- Platon Volodyslav Kornyljak † (17 aprile 1959 - 16 dicembre 1996 ritirato)
  - Sede vacante (1996-2000)
- Piotr Kryk (20 novembre 2000 - 18 febbraio 2021 ritirato)
- Bohdan Dzjurach, C.SS.R., dal 18 febbraio 2021

## Statistiche
L'esarcato apostolico nel 2021 contava 77.000 battezzati.
| anno | popolazione | popolazione | popolazione | presbiteri | presbiteri | presbiteri | presbiteri                | diaconi | religiosi | religiosi | parrocchie |
| anno | battezzati  | totale      | %           | numero     | secolari   | regolari   | battezzati per presbitero | diaconi | uomini    | donne     | parrocchie |
| ---- | ----------- | ----------- | ----------- | ---------- | ---------- | ---------- | ------------------------- | ------- | --------- | --------- | ---------- |
| 1969 | 32.000      | ?           | ?           | 23         | 23         |            | 1.391                     |         |           | 13        | 19         |
| 1980 | 28.960      | ?           | ?           | 24         | 21         | 3          | 1.206                     | 2       | 5         | 15        | 20         |
| 1990 | 26.541      | ?           | ?           | 33         | 28         | 5          | 804                       | 1       | 5         | 17        | 25         |
| 1999 | 38.000      | ?           | ?           | 25         | 21         | 4          | 1.520                     | 3       | 4         | 18        | 19         |
| 2000 | 43.000      | ?           | ?           | 24         | 19         | 5          | 1.791                     | 3       | 5         | 15        | 19         |
| 2001 | 40.000      | ?           | ?           | 23         | 19         | 4          | 1.739                     | 3       | 4         | 18        | 19         |
| 2002 | 63.000      | ?           | ?           | 21         | 16         | 5          | 3.000                     | 2       | 5         | 18        | 21         |
| 2003 | 65.200      | ?           | ?           | 27         | 25         | 2          | 2.414                     |         | 2         | 18        | 22         |
| 2004 | 80.000      | ?           | ?           | 30         | 28         | 2          | 2.667                     | 2       | 2         | 18        | 21         |
| 2009 | 30.320      | ?           | ?           | 34         | 24         | 10         | 891                       | 1       | 20        |           | 19         |
| 2010 | 44.520      | ?           | ?           | 32         | 22         | 10         | 1.391                     | 1       | 18        |           | 18         |
| 2014 | 40.700      | ?           | ?           | 24         | 24         |            | 1.696                     | 1       | 8         |           | 16         |
| 2016 | 49.500      | ?           | ?           | 27         | 27         |            | 1.833                     | 1       | 8         |           | 14         |
| 2019 | 70.000      | ?           | ?           | 26         | 26         |            | 2.692                     |         | 6         |           | 17         |
| 2021 | 77.000      | ?           | ?           | 26         | 26         |            | 2.961                     |         | 5         |           | 65         |